# Нічі (Північна Дакота)
Нічі (англ. Neche) — місто (англ. city) в США, в окрузі Пембіна штату Північна Дакота. Населення — 344 особи (2020).

## Географія
Нічі розташоване за координатами 48°58′59″ пн. ш. 97°33′6″ зх. д. / 48.98306° пн. ш. 97.55167° зх. д. (48.983037, -97.551627).  За даними Бюро перепису населення США в 2010 році місто мало площу 0,91 км², уся площа — суходіл.

## Демографія
Згідно з переписом 2010 року, у місті мешкала 371 особа в 142 домогосподарствах у складі 92 родин. Густота населення становила 410 осіб/км².  Було 168 помешкань (185/км²).
Расовий склад населення:
| - 99,5 % — білих |

До двох чи більше рас належало 0,5 %. Частка іспаномовних становила 1,9 % від усіх жителів.
За віковим діапазоном населення розподілялося таким чином: 27,5 % — особи молодші 18 років, 55,0 % — особи у віці 18—64 років, 17,5 % — особи у віці 65 років та старші. Медіана віку мешканця становила 35,3 року. На 100 осіб жіночої статі у місті припадало 107,3 чоловіків;  на 100 жінок у віці від 18 років та старших — 110,2 чоловіків також старших 18 років.
Середній дохід на одне домашнє господарство  становив 72 778 доларів США (медіана — 53 125), а середній дохід на одну сім'ю — 94 160 доларів (медіана — 82 083). За межею бідності перебувало 2,8 % осіб, у тому числі 0,0 % дітей у віці до 18 років та 0,0 % осіб у віці 65 років та старших.
Цивільне працевлаштоване населення становило 176 осіб. Основні галузі зайнятості: виробництво — 34,1 %, сільське господарство, лісництво, риболовля — 20,5 %, публічна адміністрація — 9,1 %, будівництво — 9,1 %.